# Ерик Булије
Ерик Булиер (фр. Éric Boullier; рођен 9. новембра 1973. године) је извршни директор Лотус Ф1.
Дипломирао Политехнички институт за напредне науке.